# Hang động trên đồi Gellért

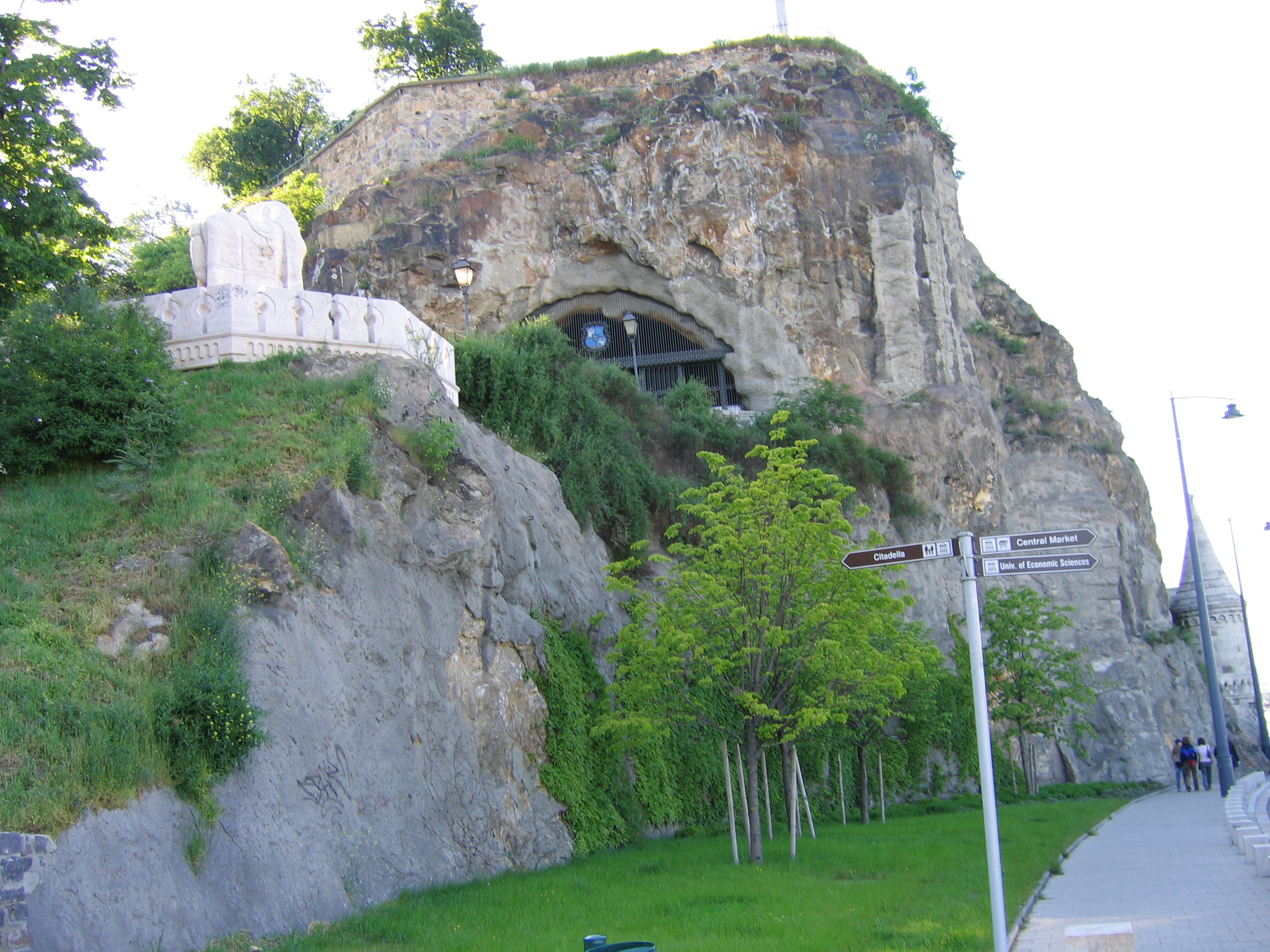
Lối vào chính của hang động, nhìn từ bờ sông Danube

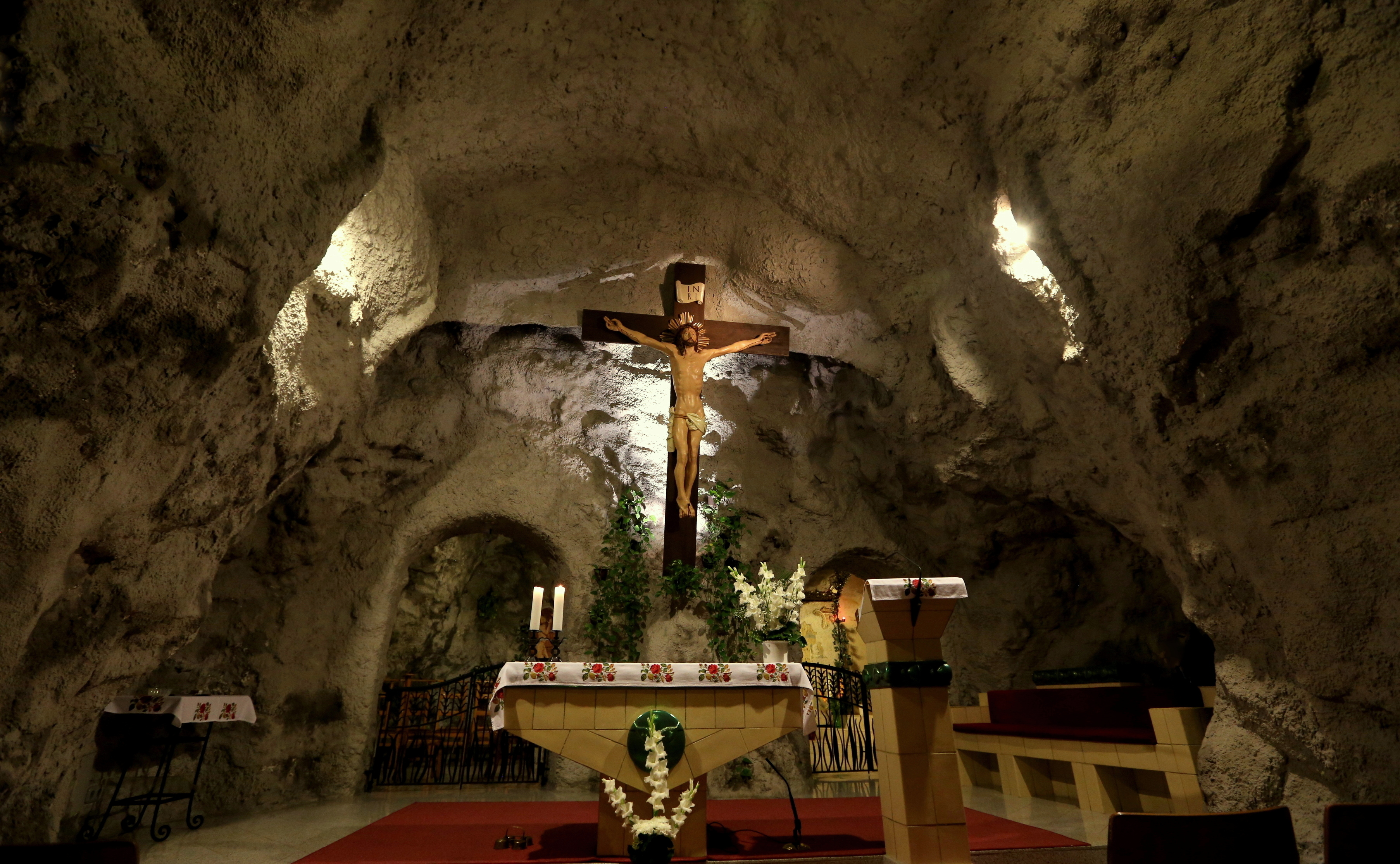
Bàn thờ cao

Hang động trên đồi Gellért (tiếng Hungary: Gellérthegyi-barlang) là một phần của mạng lưới các hang động trong Đồi Gellért ở Budapest, Hungary. Hang động còn được gọi là "Động của Thánh Ivan" (Szent Iván-barlang)- người ẩn sĩ từng sinh sống ở đây. Người ta cho là ông đã sử dụng nước nóng tự nhiên của một hồ bùn nằm bên cạnh hang động để chữa bệnh. Có khả năng chính nguồn nước này đã đổ đầy cho các hồ nước của Sáros fürdő ("Nhà tắm Muddy"), địa điểm mà ngày nay được gọi là Nhà tắm Gellért.

## Lịch sử
Vào thế kỷ 19, hang động là nơi sinh sống của một gia đình nghèo. Họ xây dựng một ngôi nhà nhỏ bằng gạch khô ở bên trong hang động. Phần miệng của hang động được đóng lại bằng một tấm ván. Hang động còn được dùng làm một sân phơi nông phẩm. Câu chuyện này đã được vẽ lại trên một bức tranh của Mihály Mayr vào khoảng những năm 1860 và một bức ảnh của György Klösz chụp vào năm 1877.
Những năm 1920, một nhóm các  tu sĩ Pauline cho xây dựng một lối vào hiện đại đầu tiên của hang động. Những tu sĩ này đã lấy cảm hứng từ các công trình xây dựng bằng đá tương tự từng được xây dựng trong một cuộc hành hương ở Lourdes, Pháp. Kálmán Lux, giáo sư tại Đại học Công nghệ Budapest là kiến trúc sư phụ trách xây dựng lối vào hang động. Sau khi được thánh hiến vào năm 1926, hang động trở thành một nhà nguyện (tiếng Anh là Sziklatemplom: Cave Church) và một tu viện cho đến năm 1951. Trong thời gian này, hang động cũng đóng vai trò như một bệnh viện dã chiến phục vụ quân đội Đức Quốc xã trong Thế chiến thứ hai.
Năm 1945, Hồng quân Liên Xô đánh chiếm Budapest. Trong sáu năm tiếp theo, hang động tiếp tục hoạt động như một nhà nguyện, phục vụ nhu cầu tôn giáo của người dân. Vào năm 1951, Cơ quan Bảo vệ Nhà nước đã đột kích nhà nguyện. Đây là một hành động gia tăng chống lại Nhà thờ Công giáo. Sau cuộc đột kích, hang động bị phong tỏa, bề trên của tu viện, Ferenc Vezér, bị kết án tử hình, và những tu sĩ còn lại bị giam cầm lên đến mười năm.
Khi Bức màn sắt bị tan rã, bức tường bê tông dày bịt kín hang động đã bị phá hủy, nhà nguyện mở cửa trở lại vào ngày 27 tháng 8 năm 1989. Đến năm 1992, Nhà nguyện đã được trùng tu và Dòng tu Pauline đã trở lại nơi này. Ngày nay, các nhà sư tiếp tục thực hiện các nghi lễ tôn giáo bên trong hang động. Ngoài ra, hang động cũng là một điểm thu hút khách du lịch.
Nhà thờ có thêm một tu viện tạc từ đá và được trang trí bằng các tháp nhỏ theo phong cách tân gothic rất nổi bật. Các bức tường của hang động được hình thành từ đá sống hoàn toàn tự nhiên. Nhà thờ có nhiều phòng, phục vụ cho các nhà tu và dân mộ đạo. Đáng chú ý là tất cả các đồ trang trí trong nhà thờ đều được một tín đồ trung thành của Dòng Pauline chạm khắc bằng gỗ cứng.  Sân hiên trước lối vào được bảo vệ bởi bức tượng Thánh Stephen kiêu hãnh đứng bên cạnh con ngựa của mình.